# Hexura rothi
Hexura rothi är en spindelart som beskrevs av Willis J. Gertsch och Norman I. Platnick 1979. Hexura rothi ingår i släktet Hexura och familjen Mecicobothriidae. Inga underarter finns listade i Catalogue of Life.